# شعار بروسيا

شعار دولة بروسيا (حتى عام 1918)

شعار دولة بروسيا الحرة (حتى عام 1933)

صَوَّرَ شعار نبالة بروسيا عقاباً أسوداً ذهبي برأس واحد. العقاب متوج على خلفية فضية يحمل صولجاناً في مخلبه الأيمن وكرةً في الأيسر.
كان العلم الأصلي لفرسان تيوتون عبارة عن صليب أسود على علم أبيض. في عام 1229 منحهم الإمبراطور فريدريك الثاني حق استخدام عقاب الإمبراطورية الرومانية المقدسة الأسود.
[بحاجة لمصدر] ظل هذا "العقاب البروسي" شعار النبالة للولايات البروسية المتعاقبة حتى عام 1947.

## مملكة بروسيا

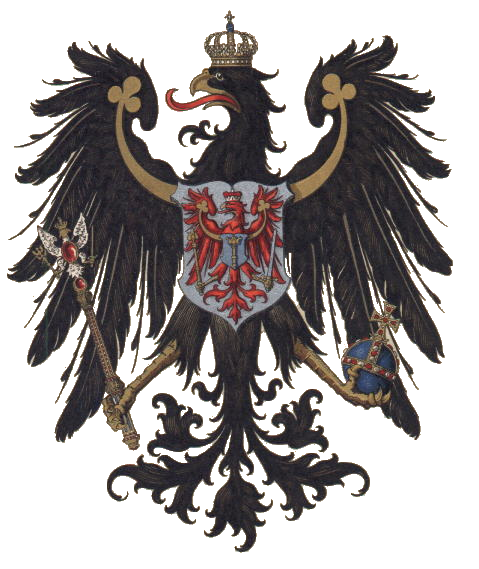
شعار أمير براندنبورغ عام 1686
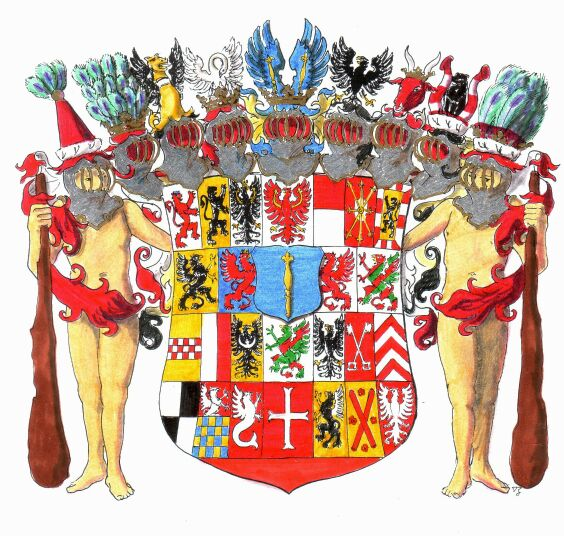
شعار أمير براندنبورغ عام 1686
شعار بروسيا عام 1702
الشعار الملكي من عام 1709

في 27 يناير 1701 غير الملك فريدريك الأول شعار النبالة الخاص به بوصفه الأمير الناخب لبراندنبورغ. كان شعار النبالة السابق لناخبي براندنبورغ يظهر عقاباً أحمراً على خلفية بيضاء. ليصبح من وقتها القعاب البروسي متوجاً بتاج ملكي وبالحرفين 'FR' (''Fridericus Rex''، "الملك فريدريك") على صدره، على درع مع 25 ربعًا بدلاً من الصولجان الانتخابي. أُزيحت كل الخوذ لتاج ملكي واحد.
من المحتمل أن يكون رجال البرية ‏ - شخصيات من الأساطير الجرمانية ‏ والقلطية التي تمثل "سيد الوحوش" أو "الرجل الأخضر" - الذين حملوا شعار بروسيا من المحتمل أن يكونوا مأخوذين من شعار بوميرانيا أو الدنمارك. ظهروا كذلك على شعارات براونشفايغ وكونيغسبيرغ والمدن الهولندية أنلو ‏ وبايله ‏ وبيرخن أوب زووم و Groede وهافيلته ‏ وسيرتوخيمبوس وأوسترهيسله ‏ وسلين وسنيك وفريس ‏ وزاوثفولده ‏. يحمل رجل وامرأة برية درع إمارة شفارتسبورغ ‏ في تورينغن ومدينة أنتويرب منذ بداية القرن السادس عشر. تضمن شعار بيرخن أوب زووم رجلين وامرأة بريين منذ عام 1365.

## دولة بروسيا الحرة
مع سقوط آل هوهنتسولرن في عام 1918 خلفت مملكة بروسيا دولة بروسيا الحرة داخل جمهورية فايمار. صور شعار بروسيا الجديد عقاباً أسوداً واحداً، معروضًا بأسلوب طبيعي أكثر من أسلوب شعارات النبالة. بينما كانت جزءًا من ألمانيا النازية صور شعار الدولة الحرة اعتباراً من عام 1933 عقاباً أسوداً واحداً، منمقاً أكثر من ذي قبل ولكن ليس بطريقة شعارية، مع صليب معقوف وعبارة Gott mit uns (الله معنا).

شعار دولة بروسيا الحرة عندما كانت جزءًا من جمهورية فايمار (1918-1933)
شعار دولة بروسيا الحرة بعد وصول هتلر للسلطة 1933

## حل بروسيا
في عام 1947 بعد الحرب العالمية الثانية حُلَّتْ دولة بروسيا من قبل الحلفاء مما جعل شعاراتها منتهية الصلاحية.
عقاب أسود على خلفية بيضاء موجود في شعار سكسونيا أنهالت للدلالة على ما كان يعرف بسكسونيا البروسية. يظهر العقاب البروسي أيضًا في شعار مقاطعة زالتسلاند في سكسونيا أنهالت، وكذلك في شعار المقاطعة المنحلة آشرسليبن-شتاسفورت ‏ السابق.
يوجد عقاب أسود على خلفية حمراء في شعار محافظة فارميا-مازوريا في بولندا، وهو ما يتوافق مع ما كان موجود في جنوب شرق بروسيا.

شعار سكسونيا أنهالت في ألمانيا
شعار مقاطعة زالتسلاند
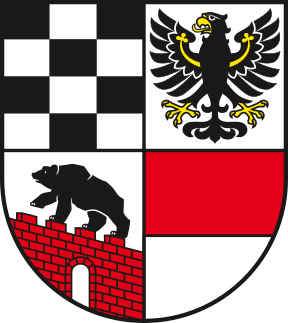
شعار آشرسليبن-شتاسفورت، 1995-2007.
شعار محافظة فارميا-مازوريا في بولندا

## روابط خارجية
- https://web.archive.org/web/20080216031952/http://home.wtal.de/berlin/Bundesfuersten.htm